# Stdio.h
stdio.h (від англ. standard input/output header — заголовний файл стандартного вводу/виводу) — заголовний файл стандартної бібліотеки мови С, що містить визначення макросів, констант та оголошення функцій і типів, призначених для виконання операцій введення і виведення.
C++ заради сумісності також використовує stdio.h поряд зі схожим за функціональністю заголовним файлом cstdio, хоча більшою популярністю користується бібліотека <iostream>.
Стандартна бібліотека вводу/виводу оперує потоками і приховує деталі апаратної реалізації. Потоки асоціюються з файлами, які можуть бути блоками інформації на носіях чи відповідати за фізичні пристрої, наприклад, клавіатуру, дисплей, послідовний або паралельний порт. Як і інші частини стандартної бібліотеки мови Сі, оголошені в stdio.h функції вельми популярні завдяки тому, що гарантують роботу на майже будь-якій платформі, яка підтримує Сі. Втім, програми на окремих платформах можуть мати причини для використання функцій введення/виведення самої платформи замість функцій stdio.h.

## Типи даних
В заголовному файлі stdio.h визначено наступні типи даних:
- FILE — структура, яка містить інформацію про файл (потік), необхідну для виконання операцій введення і виведення, включаючи:
  - файловий дескриптор;
  - поточну позицію в потоці;
  - індикатор кінця файлу;
  - індикатори помилок;
  - вказівник на буфер потоку, якщо такий буфер використовується.
- fpos_t — тип, призначений для збереження та відновлення інформації про поточну позицію та стан потоку.

Функції стандартного вводу/виводу також використовують тип size_t — беззнакових цілий тип, що є типом результату виконання оператора отримання розміру об'єкта sizeof та визначений у заголовному файлі stddef.h.
Оскільки реалізація потоків залежить від платформи, програміст не повинен працювати безпосередньо з полями об'єктів типів FILE та fpos_t і не повинен робити припущень щодо їх внутрішньої організації. Вказівник на екземпляр структури типу FILE виконує роль унікального ідентифікатора потоку, з яким працюють функції бібліотеки. У файлі stdio.h оголошено три змінних — вказівники на структури типу FILE для стандартних потоків, які відповідають дескрипторам 1, 2 та 3 відповідно:
```
 
extern
 
struct
 
FILE
 
*
stdin
;
   
/* Стандартний потік вводу  */

 
extern
 
struct
 
FILE
 
*
stdout
;
  
/* Стандартний потік виводу */

 
extern
 
struct
 
FILE
 
*
stderr
;
  
/* Стандартний потік виводу повідомлень про помилки */

```